# Panamá, Goiás
Panamá este un oraș în Goiás (GO), Brazilia.